# Иван Колев (футболист)
Вижте пояснителната страница за други личности с името Иван Колев.
Иван Петков Колев (1 ноември 1930 г. – 1 юли 2005 г.), наричан по прякор Ването, е български футболист, легенда на ЦСКА (София). По време на своята 23-годишна кариера играе основно като ляво крило. Има 325 мача и 95 гола в А група – 304 мача с 90 гола за ЦСКА и 21 мача с 5 гола за Сливен. С „армейците“ е 11-кратен шампион на България и 4-кратен носител на националната купа. Два пъти е обявяван за Футболист №1 на България.
Между 1950 г. и 1966 г. изиграва 75 мача и бележи 25 гола за националния отбор на България. Три пъти участва на олимпийски игри – Хелзинки'52, Мелбърн'56 и Рим'60, като на олимпиадата през 1956 г. е бронзов медалист с отбора на България. Участник и на две световни първенства – Чили'62 и Англия'66.

## Биография

### Футболна кариера
Роден в Пловдив, Колев заиграва още в юношеска възраст за Спортист (София). През 1949 г. преминава във ВВС (София), а през 1950 г. облича екипа на ЦСКА (София), наричащ се тогава ЦДНВ. Дебютира на 12 март 1950 г., в 1-вия кръг от сезона, при гостуване на Марек в Дупница. Записва 4 мача с 1 гол. През 1951 г. се завръща за един сезон в Спортист.
През 1952 г. Колев отново облича екипа на ЦСКА и остава в клуба през следващите 15 години. Изиграва общо 304 мача и бележи 90 гола за „армейците“ в А група. Става 11 пъти шампион на България, а четири пъти печели националната купа. Два пъти е избиран за Футболист № 1 на България през 1956 и 1962 г. Първата футболна звезда в България, която придобива европейска популярност. През 1956 г. Колев става първият българин, номиниран от „Франс Футбол“ за престижната награда „Златна топка“, като е нареден на 9-о място в анкетата за най-добър футболист на Европа. След това е номиниран още 3 пъти: 1958 г. (19-о място), 1959 г. (13-о място) и 1960 г. (16-о място). В индивидуален план най-добрият му сезон е 1960/61, когато бележи 18 гола в 26 мача от първенството.
За ЦСКА изиграва също 29 мача и бележи 7 гола в евротурнирите – 23 мача с 6 гола в Купата на европейските шампиони и 4 мача с 1 гол в КНК. На 17 октомври 1956 г. бележи историческият първи гол за български отбор в КЕШ – открива резултата за ЦСКА срещу румънския Динамо (Букурещ). „Армейците“ печелят с 8:1, а Колев бележи общо 3 гола в срещата. В турнира се е разписвал също срещу Барселона през 1959 г., както и срещу Партизан и Андерлехт през 1962 г. С ЦСКА е полуфиналист в най-значимия европейски клубен турнир през сезон 1966/67.
Между 1950 г. и 1966 г. Колев изиграва 75 мача и бележи 25 гола за националния отбор. На 15 юли 1952 г. реализира историческия дебютен гол за България на олимпийски игри при загуба с 1:2 от СССР на Олимпиадата в Хелзинки. На игрите след 4 години в Мелбърн е важна част от отбора, който печели бронзовите медали. По време на турнира бележи 3 гола. С България участва и на световните първенства в Чили'62 и Англия'66, като играе в 5 от 6-те мача на „лъвовете“.
Въпреки че играе с порок на сърцето, има впечатляващо футболно дълголетие за своето време. Напуска ЦСКА на 36-годишна възраст през 1967 г. и преминава в Сливен. През сезон 1967/68 изиграва 21 мача за отбора в А група и бележи 5 гола преди да сложи край на кариерата си. Класиран е от футболните специалисти на 7-о място в анкетата за Най-добър футболист на България за 20 век.

### Треньорска кариера
През сезон 1971/72 Колев е начело на Велбъжд (Кюстендил), който участва в Южната Б група, като под негово ръководство отборът се класира на 3-то място. През лятото на 1972 г. поема Чардафон-Орловец (Габрово) и го извежда до промоция в А група. През 1976 г. поема новака в елита Академик (Свищов) и успява да го задържи в майсторската група, а през 1977 г. е назначен за старши треньор на Академик (София).

## Успехи
ЦСКА (София)
- А група –  Шампион (11): 1952, 1954, 1955, 1956, 1957, 1958, 1958/59, 1959/60, 1960/61, 1961/62, 1965/66

- Национална купа –  Носител (4): 1954, 1955, 1960/61, 1964/65

България
- Летни олимпийски игри –  Бронзов медалист: 1956

Индивидуални
- Футболист № 1 на България (2): 1956, 1962
- 9-о място за „Златната топка“: 1956